# Borsalino & Co.
Borsalino & Co. (Originaltitel: Borsalino and Co.) ist ein französisch-italienisch-deutscher Gangsterfilm von Jacques Deray aus dem Jahr 1974 und die Fortsetzung von Borsalino von 1970, der ebenfalls unter Derays Regie entstand.

## Handlung
Seit dem Mord an seinem Geschäftspartner und Freund François Capella schwört Gangsteroberhaupt Roch Siffredi Rache. Er erfährt, dass ein gewisser Giovanni Volpone, welcher vor kurzem in Marseille angekommen ist, hinter dem Anschlag steckt. Kommissar Fanti stattet Siffredi nach Capellas Tod einen Besuch ab. Er erkennt den Erfolg des Gangsters und bewundert das neue Etablissement. Fanti hat eine gewisse Achtung vor Roch, doch sollten Unruhen im Milieu entstehen, so bevorzugt er es, die Kriminellen sich gegenseitig umbringen zu lassen. Er informiert Siffredi jedoch, dass Volpone sehr gefährlich ist: Der italienische Gangster scheint nicht nur besondere Ambitionen bezüglich Marseille zu haben, er verfügt außerdem über erhebliche menschliche wie auch finanzielle Mittel und über wirkungsvollen politischen Rückhalt. Denn Volpone steht in Beziehung zum internationalen Faschismus. Sein Plan ist, die Stadt zu „säubern“ und aus ihr eine experimentelle Basis zu gestalten, um eine neue Ära vorzubereiten. Roch erfährt, dass Volpones Bruder allein mit dem Zug nach Marseille reist. Er lässt ihn aus dem fahrenden Zug werfen. Die Banden von Siffredi und Volpone treffen am Bahnsteig von Marseille aufeinander. Volpone ist sich bewusst, dass sein Bruder nicht mehr ankommt, seine Leiche wird in den folgenden Tagen gefunden.
Siffredi merkt alsbald, dass er Volpone unterschätzt hat, denn dieser ordnet einen umfassenden Gegenschlag an, der Rochs Bande beinahe komplett auslöscht. Roch selbst wird von Volpones Männern gefangen genommen. Nur das Bandenmitglied Fernand kommt im letzten Augenblick mit dem Leben davon. Volpone lässt Rochs Frau Lola in einem seiner Bordells arbeiten. Kommissar Fanti wird durch Cazenave ersetzt. Volpone macht aus Siffredi ein alkoholisiertes Wrack, wirft ihn den Journalisten vor und lässt ihn außerdem in eine psychiatrische Klinik einweisen. Roch wird der Alkohol entzogen, doch nun ist er nicht nur gedemütigt, sondern auch psychologisch geschwächt. Fernand lässt sich in ein Bestattungsunternehmen einstellen und kann so in die Klinik eindringen. Es gelingt ihm, Siffredi zu befreien, da sie jedoch nicht in Marseille bleiben können, flüchten sie mit dem Boot ins Exil nach Italien.
Drei Jahre später hat Siffredi seine Mittel und seine Gesundheit wiedererlangt und wieder eine Gang gegründet. Als sie zurückkehren, befreien sie innerhalb weniger Tage Lola und zerstören Volpones Imperium. Siffredi lässt Cazenave und Sam, Volpones rechte Hand, mit Alkohol abfüllen, die daraufhin in einer Bar schwer betrunken faschistische Äußerungen unter Anwesenheit von Journalisten von sich geben. Diese verständigen die Polizei, und Kommissar Fanti erhält seinen Posten zurück. Die staatlichen Behörden unterstützen Volpone nicht mehr, und nachdem Fanti befürwortet hat, die Gangs ihre Angelegenheiten unter sich regeln zu lassen, findet Volpone seinen Tod im Kessel des Zuges, der ihn nach Deutschland bringen sollte. Roch hat seinen Gegner somit erledigt und könnte wieder seinen Platz einnehmen, doch fühlt er sich in Marseille nicht mehr wie zu Hause. Zusammen mit seiner Gang und Lola schifft er deshalb in die Vereinigten Staaten ein.

## Kritiken
„Ein mit wechselnden Erfolgen ausgetragener Gangsterkrieg im Marseille der 30er Jahre als kritisch gemeintes Spiegelbild von Machtwechsel- und Anpassungsmechanismen. Kälte und Härte, wie sie in das Leben des von Alain Delon verkörperten Kriminellen eingezogen sind, schlagen sich formal – bis in die Farben – auch im Film nieder. Die im letzten Teil des ersten ‚Borsalino‘ aufbrechende Brutaldramatik kommt auch hier zum Tragen.“

„Ein Edelthriller in gediegenem Art-déco-Look. So eiskalt, zynisch und pessimistisch wie sein Held.“

## Hintergrund
- Jean-Paul Belmondo in der Rolle des François Capella spielte in diesem Film nicht mehr mit, da der Charakter am Ende von Borsalino durch ein Attentat getötet wurde.
- In Frankreich wurde Borsalino & Co. von ca. 1,7 Millionen Kinobesuchern gesehen.[4]